# Wakana Koga
Wakana Koga (jap. 古賀若菜 Koga Wakana; ur. 28 czerwca 2001) – japońska judoczka. 
Srebrna medalistka mistrzostw świata w 2021; brązowa w 2023 i 2025; uczestniczka zawodów w 2024. Wygrała mistrzostwa Azji w 2022. Mistrzyni świata juniorów w 2019. Pierwsza na mistrzostwach kraju w 2019, 2024 i 2025; druga w 2021; trzecia w 2022 roku.